# Leiselheim
Leiselheim (alemannisch: Lissele) ist ein Dorf mit etwa 400 Einwohnern im Landkreis Emmendingen in Baden-Württemberg. Die ehemals selbständige Gemeinde Leiselheim gehört seit dem 1. April 1974 als Ortsteil zur Gemeinde Sasbach am Kaiserstuhl.

## Geografie

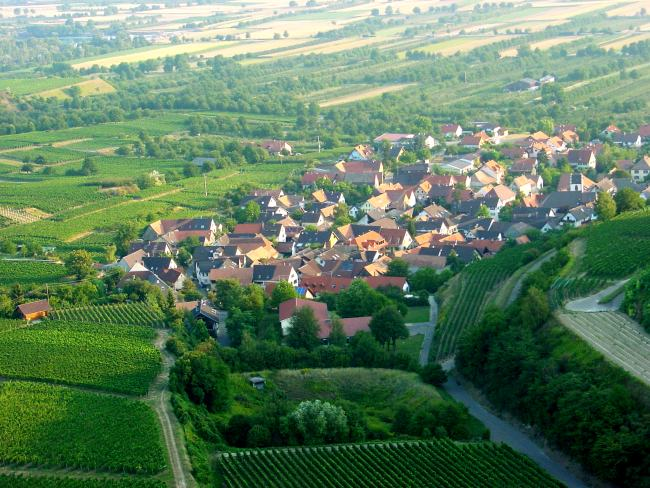
Luftbild Leiselheim

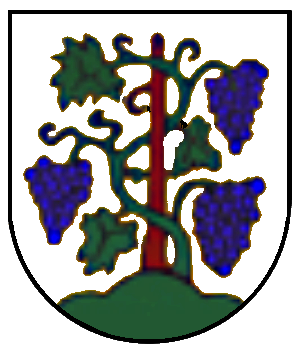
Leiselheimer Wappen

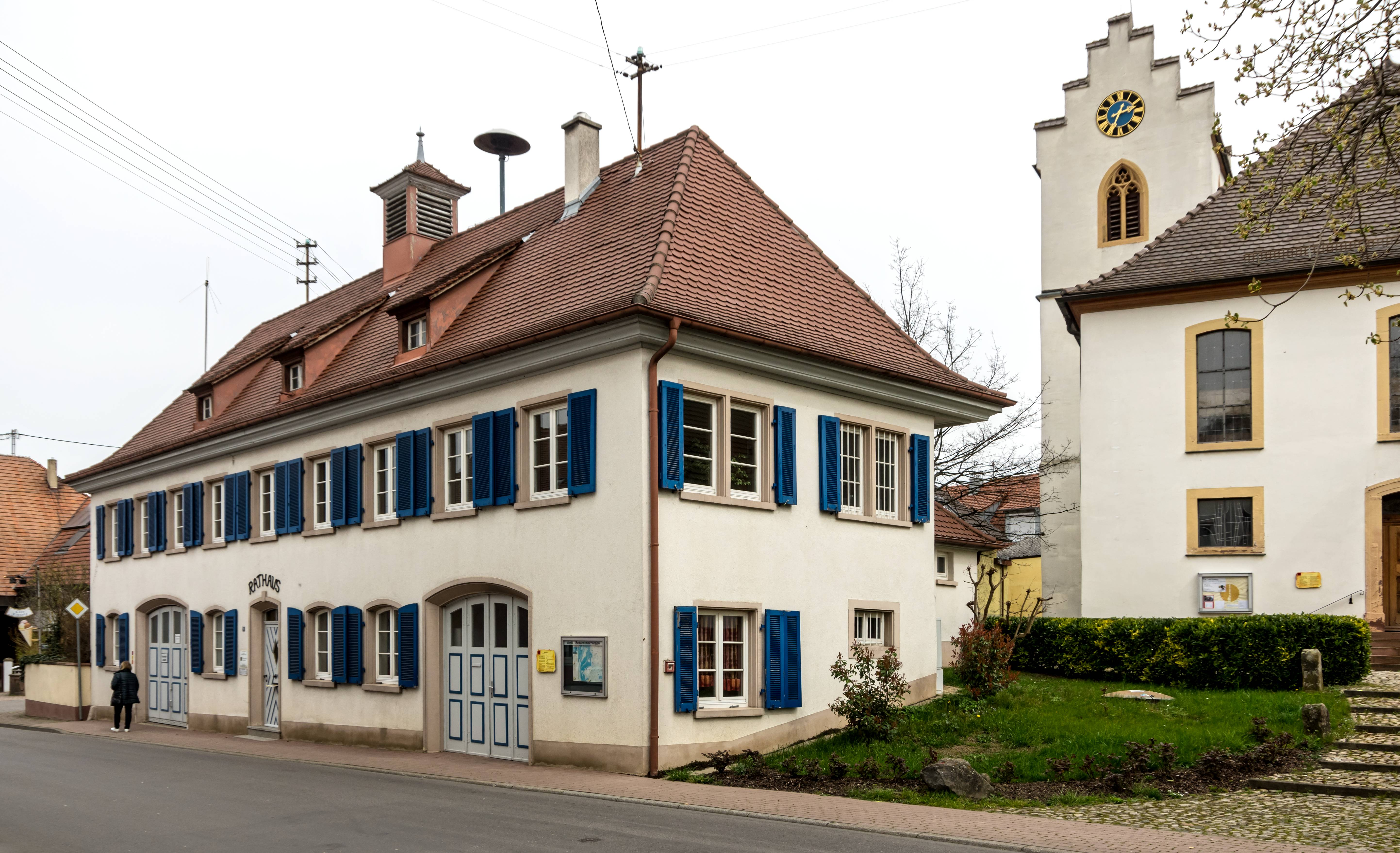
Ortsverwaltung (ehemaliges Rathaus)

Leiselheim liegt im nordwestlichen Winkel des Kaiserstuhls, etwa 18 Kilometer nordwestlich von Freiburg und etwa zwölf Kilometer nördlich von Breisach am Rhein. Unmittelbar nördlich des auf 200 m über dem Meer gelegenen Dorfes Leiselheim fällt das Gelände um 30 Höhenmeter zum Rheintal ab. Der Nordabfall des Kaiserstuhls ist hier von Obstplantagen geprägt, während östlich, westlich und südlich des Dorfes Weinreben dominieren (Hermensberg, Hüttenbühl, Herrenberge, Hochberg, Steuernberg). Im Südosten der Gemarkung Leiselheim werden im Langenberg und im Seubertbuck Höhen von 300 m über dem Meer erreicht. Die bekannteste Reblage von Leiselheim ist das „Gestühl“. Historiker vermuten an dieser Stelle den Ort, an dem König Otto III. im Jahr 994 ein Fürstengericht abhielt. Der nun so genannte „Königstuhl“ wurde nach der Kaiserkrönung Ottos III. zwei Jahre später allmählich zum „Kaiserstuhl“ und gab dem gesamten Mittelgebirge seinen Namen.

## Geschichte
Die ältesten Siedlungsspuren in Leiselheim gehen bis in die Jungsteinzeit zurück. In der Römerzeit gab es eine Straße auf der Gemarkung Leiselheims. Grabfunde zeigten als Nachfolger der Römer alemannische Siedler.
Der Ort Leiselheim war ein altes fränkisches Krongut. Die Bewohner genossen hier im Mittelalter mehr Freiheiten als anderswo (sie waren vom Besthaupt befreit, mussten aber Wehraufgebot und Frondienst leisten). Die Nähe zur mittelalterlichen Burg Sponeck, der Rheinübergang und auch die römischen Funde zeigen, dass die Umgebung schon seit mehr als 2000 Jahren besiedelt war.
In der Karolingerzeit gehörte der königliche Fronhof vermutlich zur Reichsabtei Reichenau, gelangte später an das Domkapitel Konstanz. Auch das nahe Kloster Tennenbach hatte Besitz in Leiselheim.
Das Dorf Leiselheim selbst wurde erstmals im Jahr 1155 urkundlich erwähnt.
Der Ort gehörte spätestens um 1500 zur Markgrafschaft Baden-Durlach, dem späteren Großherzogtum Baden und wurde damit in der Reformationszeit lutherisch.
In der weiteren Verwaltungsgeschichte kam Leiselheim 1809 zum Oberamt Endingen, 1819 zum Amtsbezirk Breisach und 1924 zum Bezirksamt Emmendingen. 1936 wurde Leiselheim dem Bezirksamt Freiburg unterstellt. Mit dem Anschluss an die Gemeinde Sasbach am 1. April 1974 kam Leiselheim wieder zum Landkreis Emmendingen.

## Wappen
Blasonierung: „In Silber auf grünem Dreiberg ein Rebstock mit drei grünen Blättern und drei blauen Trauben.“

## Kultur und Sehenswürdigkeiten

Stockbrunnen
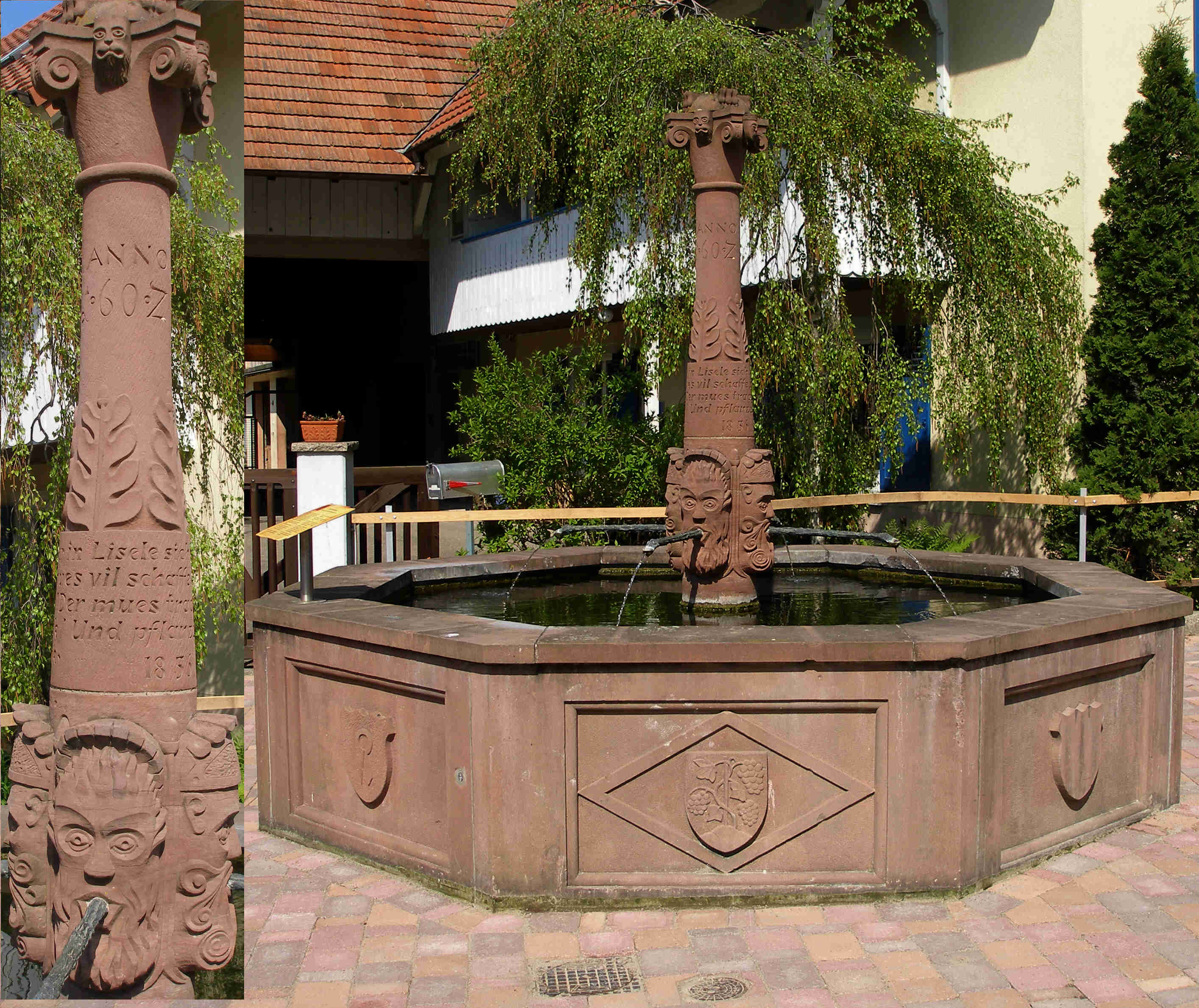
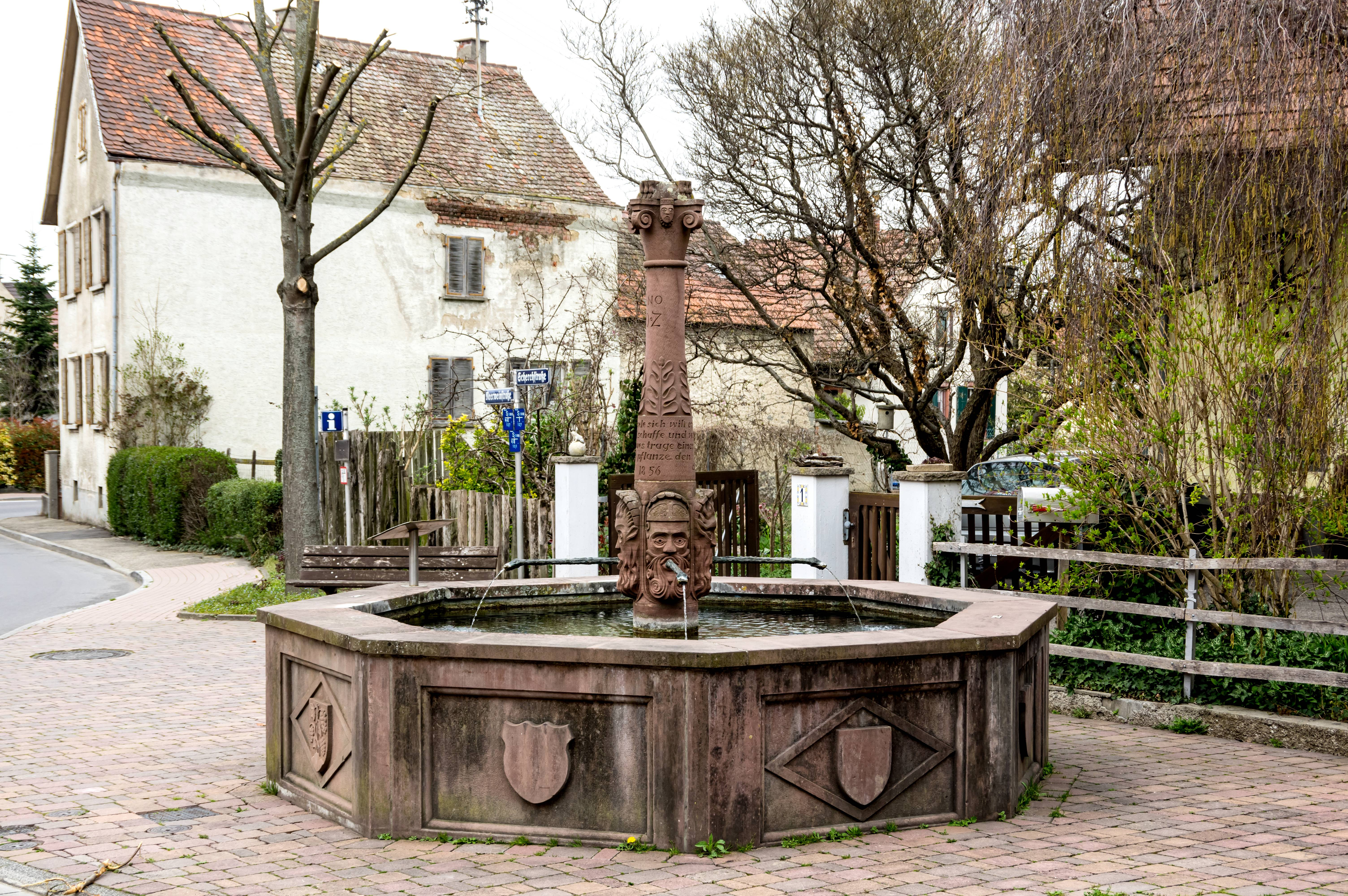
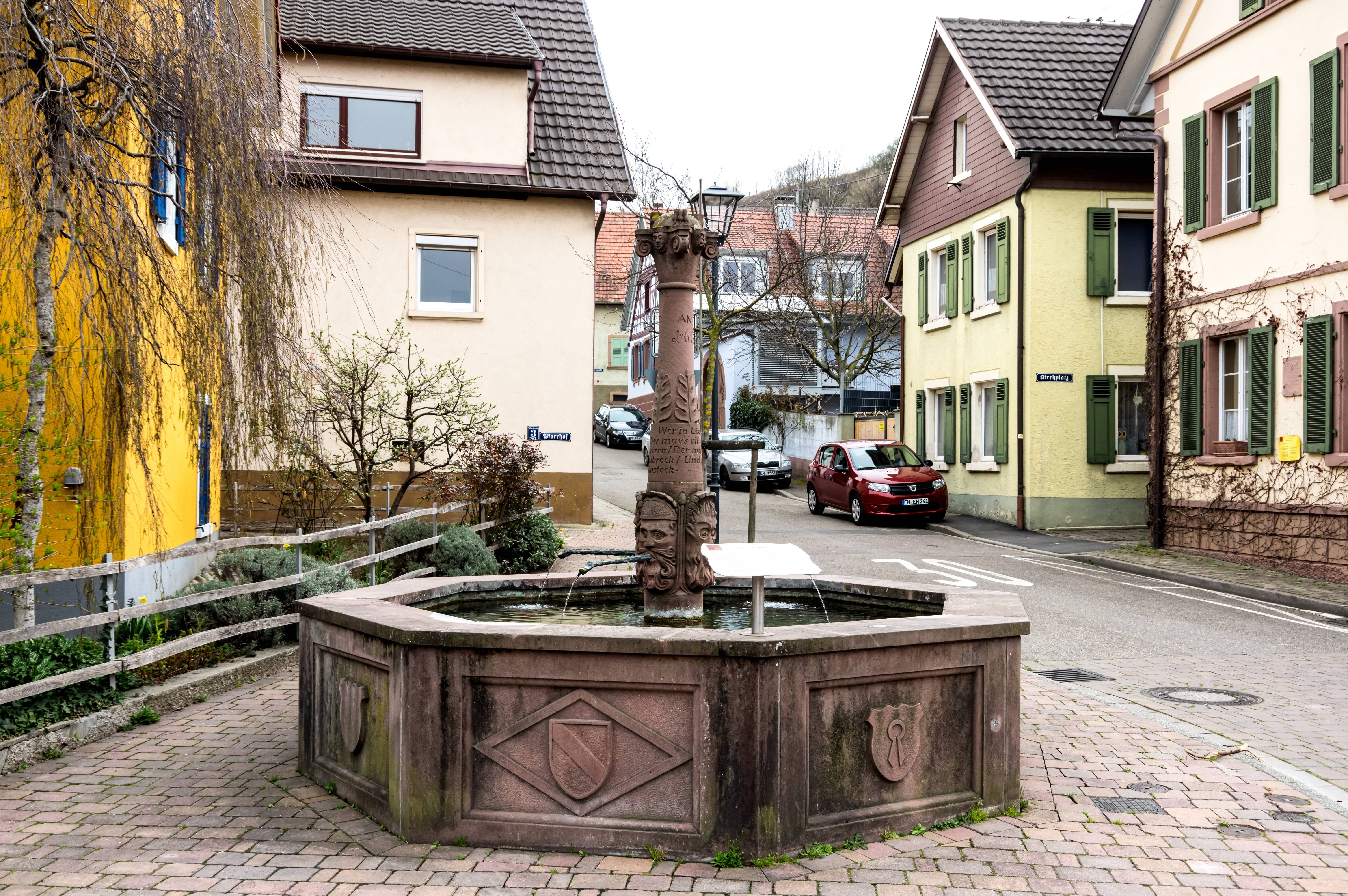

- evangelische Kirche Leiselheim
- „Stockbrunnen“ gegenüber der Winzergenossenschaft aus dem Jahr 1607 (1965 restauriert)
- mehrere Ausblicke von den Weinbergen in die Rheinebene, die Berge des Schwarzwaldes und die Vogesen

Evangelische Kirche Leiselheim
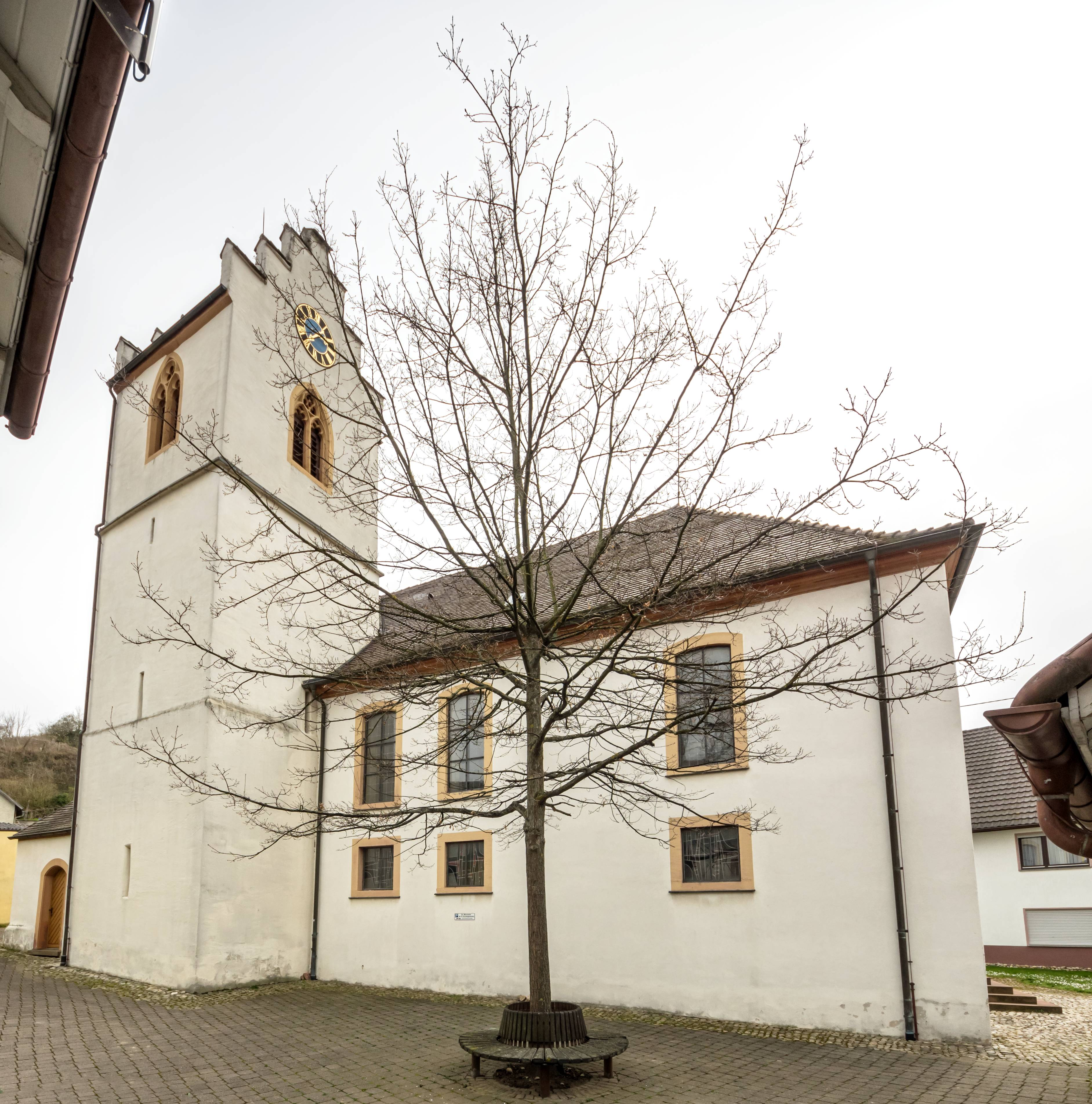
Südwestseite
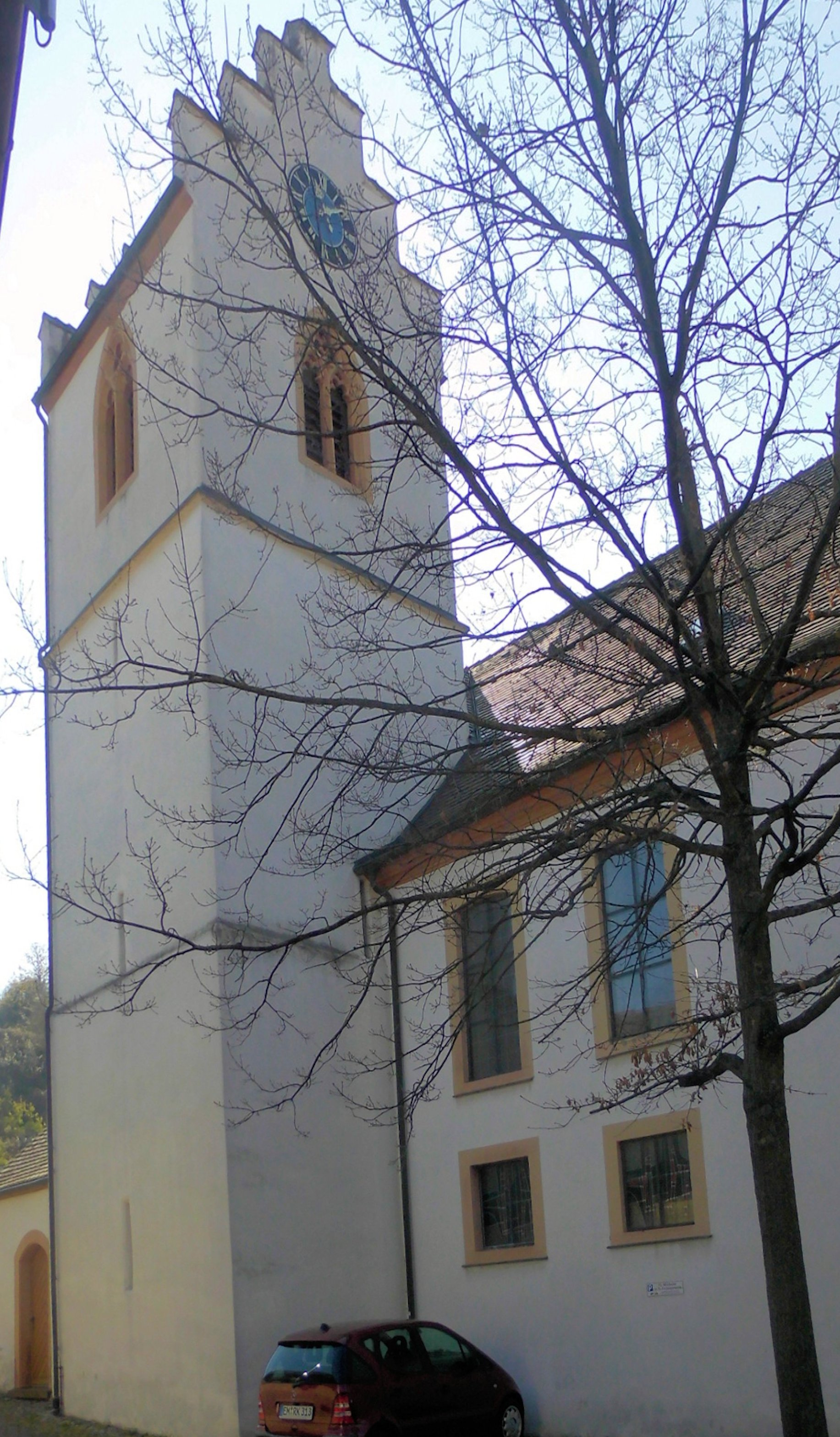
Turm
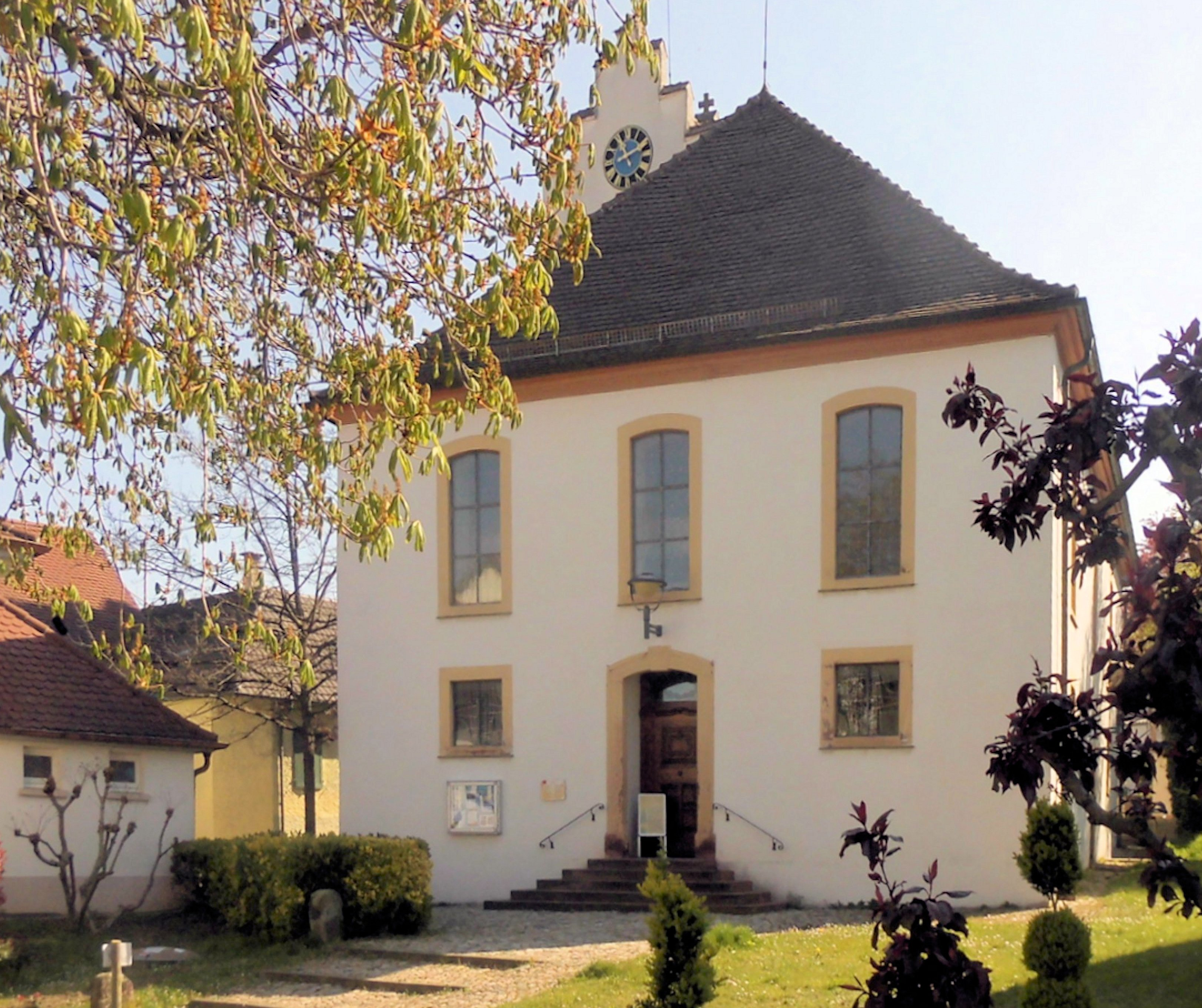
Westseite

- Stockbrunnen

## Wirtschaft und Infrastruktur

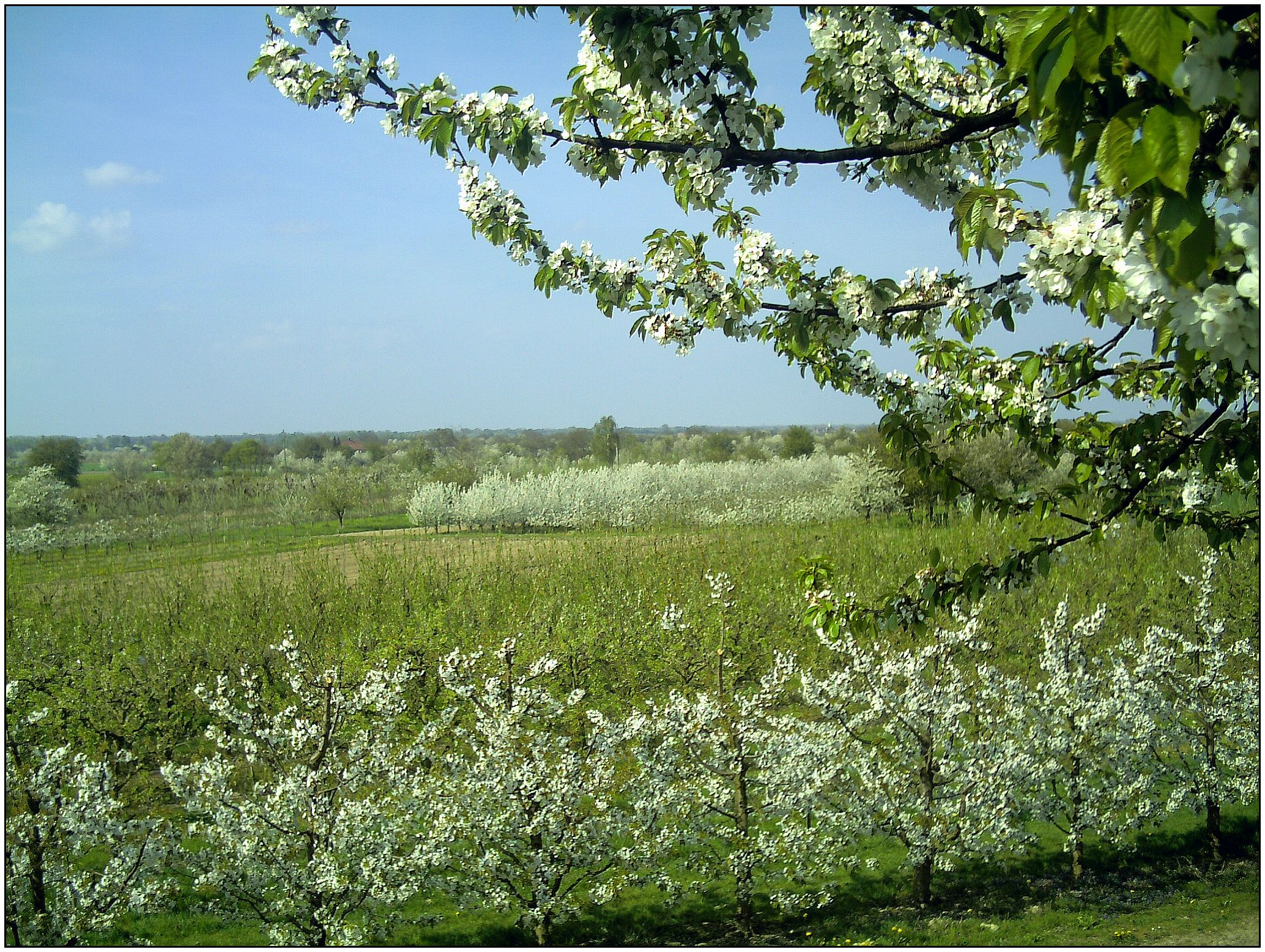
Kirschblüte in Leiselheim

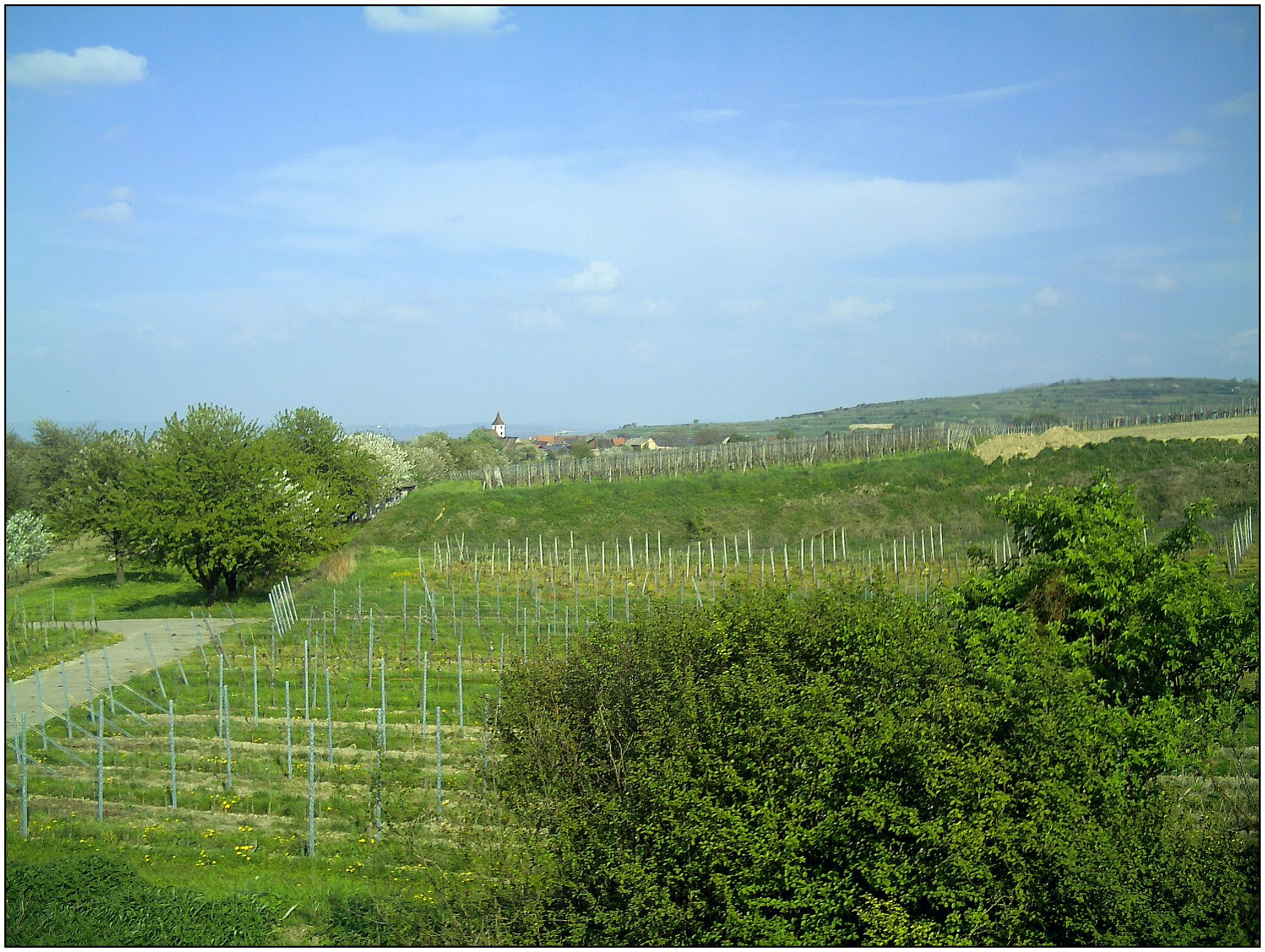
Reben in Leiselheim

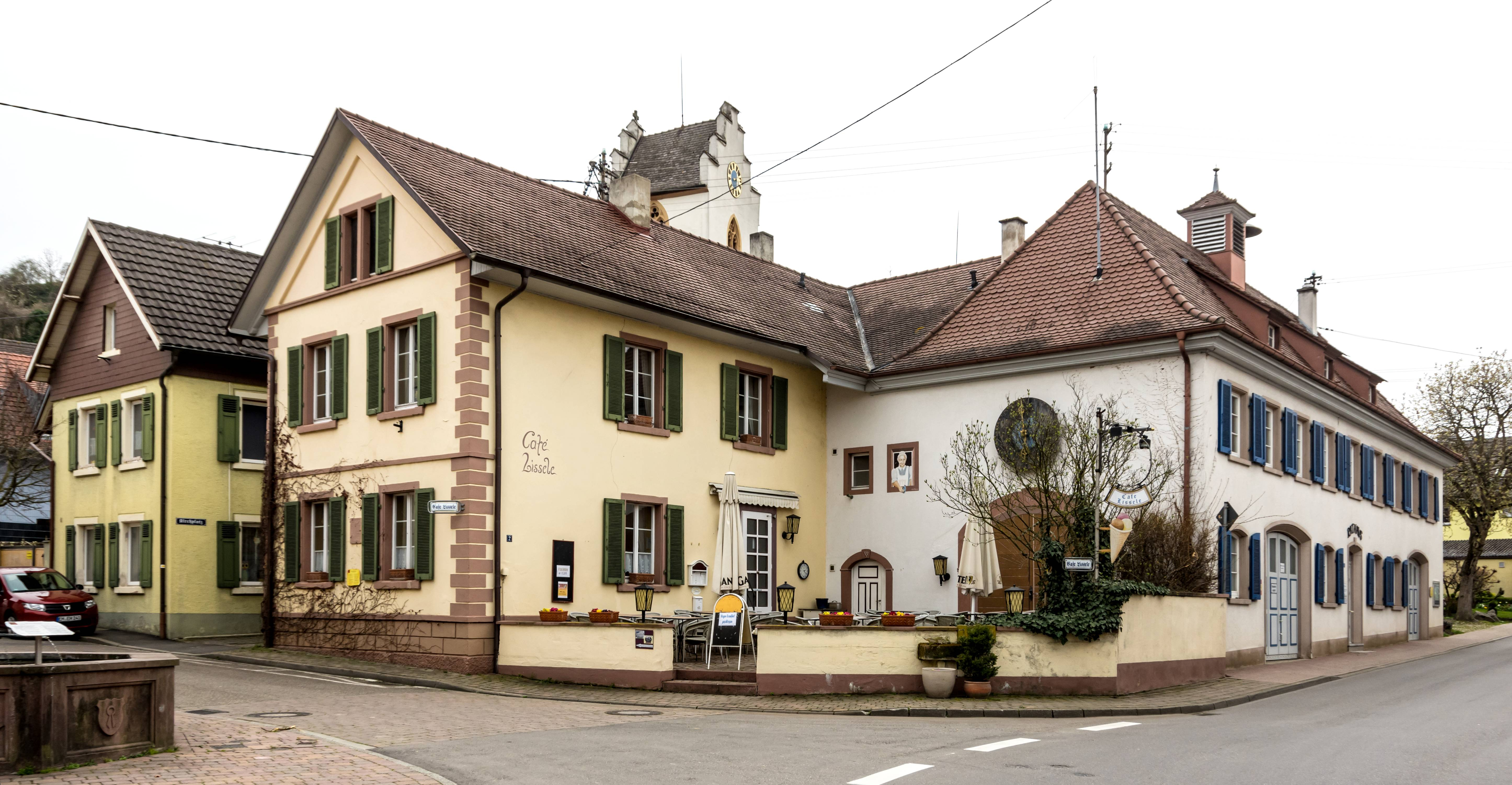
Café Lissele

Obst- und Weinanbau (Winzergenossenschaft) sowie Tourismus sind heute die wichtigsten Wirtschaftszweige in Leiselheim. Darüber hinaus ist das Dorf ist auch Wohnort von Berufspendlern in die Gewerbegebiete zwischen Sasbach und Endingen. Zu den gastronomischen Einrichtungen zählen das Café Lissele und das Brunnästübli, das auch wechselnde Ausstellungen anbietet.
Leiselheim ist durch Straßen mit den umliegenden Orten verbunden: nach Nordosten führt die Landstraße L113 nach Königschaffhausen, nach Süden dieselbe Straße über Jechtingen und Burkheim nach Breisach. Eine weitere Straße führt in Richtung Norden nach Sasbach.
Die nächsten Bahnhöfe befinden sich in Sasbach, Königschaffhausen, Jechtingen und Burkheim an der Kaiserstuhlbahn (alle etwa zwei Kilometer von Leiselheim entfernt). Im zwölf Kilometer entfernten Riegel besteht ein Anschluss an die Autobahn A 5.

## Persönlichkeiten
- Carl Friedrich Meerwein (1737–1810), „Markgräflich badischer Landbaumeister“ und Konstrukteur eines Flugapparats, hier geboren

## Belege
1. ↑  Zahl auf sasbach-online.de. Abgerufen am 10. Juli 2021.
2. ↑  Eingliederungsvertrag
3. ↑  Leiselheim. Abgerufen am 20. Oktober 2024.
4. ↑  Sasbach am Kaiserstuhl. Abgerufen am 20. Oktober 2024.